# Nomada denticulata
Nomada denticulata är en biart som beskrevs av Robertson 1902. Nomada denticulata ingår i släktet gökbin, och familjen långtungebin. Inga underarter finns listade i Catalogue of Life.